# Paulianacarus laevis
Paulianacarus laevis är en kvalsterart som beskrevs av Balogh 1961. Paulianacarus laevis ingår i släktet Paulianacarus och familjen Lohmanniidae. Inga underarter finns listade i Catalogue of Life.